# بنجامین وایتمن
بنجامین وایتمن (انگلیسی: Benjamin Whiteman؛ زادهٔ ۱۷ ژوئن ۱۹۹۶) بازیکن فوتبال اهل بریتانیا است. 
از باشگاه‌هایی که در آن بازی کرده است می‌توان به باشگاه فوتبال شفیلد یونایتد اشاره کرد.